# Equitazione ai Giochi della XIV Olimpiade - Concorso completo individuale
La competizione del concorso completo individuale di equitazione dai Giochi della XIV Olimpiade si è svolta nei giorni dal 10 al 13 agosto a Londra.

## Risultati

### Prova di dressage
Si è svolta i giorni 10 e 11 agosto al Central Stadium, Aldershot.
| Pos. | Binomio             | Binomio                 | Nazione       | Punti |
| Pos. | Cavaliere           | Cavallo                 | Nazione       | Punti |
| ---- | ------------------- | ----------------------- | ------------- | ----- |
| 1    | André Jousseaume    | Gigolo                  | Francia       | -78   |
| 2    | Anthon Bühler       | Amour Amour             | Svizzera      | -80   |
| 3    | Fabio Mangilli      | Guerriero de Capestrano | Italia        | -85   |
| 4    | Alfred Blaser       | Mahmud                  | Svizzera      | -93   |
| 5    | Sigurd Svensson     | Dust                    | Svezia        | -103  |
| 6    | Bernard Chevallier  | Aiglonne                | Francia       | -104  |
| 7    | Earl Foster Thomson | Reno Rhythm             | Stati Uniti   | -105  |
| 8    | Niels Mikkelsen     | St, Hans                | Danimarca     | -108  |
| 9    | Robert Selfelt      | Claque                  | Svezia        | -109  |
| 9    | Lyndon Bolton       | Sylveste                | Gran Bretagna | -109  |
| 9    | Pierre Musy         | Französin               | Svizzera      | -109  |
| 12   | José Manuel Sagasta | Mandinga                | Argentina     | -110  |
| 13   | Charles Anderson    | Reno Palisade           | Stati Uniti   | -111  |
| 14   | Erik Carlsen        | Esja                    | Danimarca     | -113  |
| 14   | René Emanuelli      | Tourtourelle            | Francia       | -113  |
| 16   | Aëcio Coelho        | Guapo                   | Brasile       | -114  |
| 16   | Kai Aage Krarup     | Rollo                   | Danimarca     | -114  |
| 18   | Douglas Stewart     | Dark Seal               | Gran Bretagna | -116  |
| 19   | Frank Henry         | Swing Low               | Stati Uniti   | -117  |
| 20   | Francisco Reyes     | Rosarino                | Argentina     | -121  |
| 21   | Eyüp Yiğittürk      | Ozbek                   | Turchia       | -122  |
| 22   | Julio César Sagasta | Cherenda Cue            | Argentina     | -124  |
| 23   | Mauno Roiha         | Roa                     | Finlandia     | -125  |
| 24   | Joaquín Nogueras    | Epsom                   | Spagna        | -128  |
| 24   | Raúl Campero        | Tarahumara              | Messico       | -128  |
| 26   | Ernest van Loon     | Springsteel             | Paesi Bassi   | -129  |
| 26   | Raimondo D'Inzeo    | Regate                  | Italia        | -129  |
| 28   | Humberto Mariles    | Parral                  | Messico       | -134  |
| 29   | Fernando Cavaleiro  | Satari                  | Portogallo    | -135  |
| 30   | António Serôdio     | Abstrato                | Portogallo    | -137  |
| 31   | Adolf Ehrnrooth     | Lilia                   | Finlandia     | -141  |
| 32   | Olof Stahre         | Komet                   | Svezia        | -143  |
| 33   | Hendrik ten Cate    | Unique de Genual        | Paesi Bassi   | -144  |
| 33   | Eugenio Monterosso  | Tic Tac                 | Italia        | -144  |
| 33   | Heinrich Sauer      | Sobri                   | Austria       | -144  |
| 36   | Joaquín Solano      | Malinche                | Messico       | -149  |
| 37   | Fernando Gazapo     | Vivian                  | Spagna        | -153  |
| 38   | Arvo Haanpää        | Upea                    | Finlandia     | -162  |
| 39   | Santiago Martínez   | Fogoso                  | Spagna        | -163  |
| 40   | Peter Borwick       | Liberty                 | Gran Bretagna | -167  |
| 41   | Fernando Paes       | Zuari                   | Portogallo    | -169  |
| 42   | Ziya Azak           | Ruzgar                  | Turchia       | -172  |
| 43   | Renyldo Ferreira    | Indio                   | Brasile       | -184  |
| 44   | Anísio da Rocha     | Carioca                 | Brasile       | -185  |
| 45   | Salih Koç           | Cesur                   | Turchia       | -197  |

### Prova di cross-country
Si è svolta il giorno 12 agosto all'ippodromo di Tweseldown.
| Pos. | Binomio             | Binomio                 | Nazione       | Totale Punti | Fondo | Steeplechase | Steeplechase | Cross-country | Cross-country |
| Pos. | Cavaliere           | Cavallo                 | Nazione       | Totale Punti | Fondo | Penalità     | Punti        | Penalità      | Punti         |
| ---- | ------------------- | ----------------------- | ------------- | ------------ | ----- | ------------ | ------------ | ------------- | ------------- |
| 1    | Bernard Chevallier  | Aiglonne                | Francia       | 108          | 0     | 0            | 36           | 0             | 72            |
| 2    | Frank Henry         | Swing Low               | Stati Uniti   | 96           | 0     | 0            | 36           | 0             | 60            |
| 2    | Charles Anderson    | Reno Palisade           | Stati Uniti   | 96           | 0     | 0            | 36           | 0             | 60            |
| 4    | Olof Stahre         | Komet                   | Svezia        | 93           | 0     | 0            | 33           | 0             | 60            |
| 5    | Fernando Cavaleiro  | Satari                  | Portogallo    | 90           | 0     | 0            | 33           | 0             | 57            |
| 6    | Joaquín Nogueras    | Epsom                   | Spagna        | 87           | 0     | 0            | 36           | 0             | 51            |
| 6    | Peter Borwick       | Liberty                 | Gran Bretagna | 87           | 0     | 0            | 36           | 0             | 51            |
| 6    | António Serôdio     | Abstrato                | Portogallo    | 87           | 0     | 0            | 30           | 0             | 57            |
| 9    | Robert Selfelt      | Claque                  | Svezia        | 84           | 0     | 0            | 24           | 0             | 60            |
| 10   | Arvo Haanpää        | Upea                    | Finlandia     | 81           | 0     | 0            | 27           | 0             | 54            |
| 11   | Ernest van Loon     | Springsteel             | Paesi Bassi   | 78           | 0     | 0            | 18           | 0             | 60            |
| 11   | Niels Mikkelsen     | St, Hans                | Danimarca     | 78           | 0     | 0            | 24           | 0             | 54            |
| 13   | Humberto Mariles    | Parral                  | Messico       | 75           | 0     | 0            | 24           | 0             | 51            |
| 14   | Aëcio Coelho        | Guapo                   | Brasile       | 72           | 0     | 0            | 27           | 0             | 45            |
| 14   | José Manuel Sagasta | Mandinga                | Argentina     | 72           | 0     | 0            | 30           | 0             | 42            |
| 16   | Erik Carlsen        | Esja                    | Danimarca     | 69           | 0     | 0            | 18           | 0             | 51            |
| 17   | Francisco Reyes     | Rosarino                | Argentina     | 66           | 0     | 0            | 24           | 0             | 42            |
| 18   | Kai Aage Krarup     | Rollo                   | Danimarca     | 63           | 0     | 0            | 27           | 0             | 36            |
| 19   | Fernando Gazapo     | Vivian                  | Spagna        | 55           | 0     | 0            | 27           | -20           | 48            |
| 20   | Alfred Blaser       | Mahmud                  | Svizzera      | 54           | 0     | 0            | 18           | 0             | 36            |
| 21   | Fabio Mangilli      | Guerriero de Capestrano | Italia        | 52           | 0     | 0            | 33           | -20           | 39            |
| 22   | Eugenio Monterosso  | Tic Tac                 | Italia        | 49           | 0     | 0            | 24           | -20           | 45            |
| 23   | Salih Koç           | Cesur                   | Turchia       | 45           | 0     | 0            | 24           | 0             | 21            |
| 24   | Raúl Campero        | Tarahumara              | Messico       | 39           | 0     | 0            | 15           | 0             | 24            |
| 25   | Julio César Sagasta | Cherenda Cue            | Argentina     | 36           | 0     | 0            | 21           | 0             | 15            |
| 25   | Joaquín Solano      | Malinche                | Messico       | 36           | 0     | 0            | 24           | 0             | 12            |
| 27   | Sigurd Svensson     | Dust                    | Svezia        | 33           | 0     | 0            | 21           | 0             | 12            |
| 28   | Adolf Ehrnrooth     | Lilia                   | Finlandia     | 31           | 0     | 0            | 24           | -20           | 27            |
| 29   | Hendrik ten Cate    | Unique de Genual        | Paesi Bassi   | 29           | 0     | 0            | 33           | -40           | 36            |
| 30   | Earl Foster Thomson | Reno Rhythm             | Stati Uniti   | 12           | 0     | 0            | 30           | -60           | 42            |
| 31   | Fernando Paes       | Zuari                   | Portogallo    | 3            | 0     | 0            | 33           | 0             | -30           |
| 32   | Anthon Bühler       | Amour Amour             | Svizzera      | -15          | 0     | 0            | 15           | -60           | 30            |
| 33   | Renyldo Ferreira    | Indio                   | Brasile       | -26          | 0     | 0            | 18           | -80           | 36            |
| 34   | Santiago Martínez   | Fogoso                  | Spagna        | -29          | 0     | 0            | 21           | 0             | -50           |
| 35   | Anísio da Rocha     | Carioca                 | Brasile       | -44          | 0     | 0            | 21           | -80           | 15            |
| 36   | Mauno Roiha         | Roa                     | Finlandia     | -53          | 0     | 0            | 18           | -80           | 9             |
| 37   | Raimondo D'Inzeo    | Regate                  | Italia        | -64          | 0     | 0            | 6            | 0             | -70           |
| 38   | Lyndon Bolton       | Sylveste                | Gran Bretagna | -72          | 0     | 0            | 30           | -120          | 18            |
| 39   | Pierre Musy         | Französin               | Svizzera      | -131         | 0     | 0            | 9            | -60           | -80           |
| 40   | René Emanuelli      | Tourtourelle            | Francia       | -189         | 0     | 0            | 24           | -240          | 27            |
| 41   | André Jousseaume    | Gigolo                  | Francia       | -233         | 0     | 0            | 27           | -180          | -80           |
| -    | Douglas Stewart     | Dark Seal               | Gran Bretagna | Elim.        |       |              |              |               |               |
| -    | Heinrich Sauer      | Sobri                   | Austria       | Elim.        |       |              |              |               |               |
| -    | Ziya Azak           | Ruzgar                  | Turchia       | Elim.        |       |              |              |               |               |
| -    | Eyüp Yiğittürk      | Ozbek                   | Turchia       | Squal.       |       |              |              |               |               |

### Prova di Salto ostacoli
Si è svolta il giorno 13 agosto al Central Stadium, Aldershot.
| Pos. | Binomio             | Binomio                 | Nazione       | Penalità | Penalità | Totale |
| Pos. | Cavaliere           | Cavallo                 | Nazione       | Ostacoli | Tempo    | Totale |
| ---- | ------------------- | ----------------------- | ------------- | -------- | -------- | ------ |
| 1    | Bernard Chevallier  | Aiglonne                | Francia       | 0,00     | 0,00     | 0,00   |
| 1    | Frank Henry         | Swing Low               | Stati Uniti   | 0,00     | 0,00     | 0,00   |
| 1    | Robert Selfelt      | Claque                  | Svezia        | 0,00     | 0,00     | 0,00   |
| 1    | Joaquín Nogueras    | Epsom                   | Spagna        | 0,00     | 0,00     | 0,00   |
| 1    | Erik Carlsen        | Esja                    | Danimarca     | 0,00     | 0,00     | 0,00   |
| 1    | Sigurd Svensson     | Dust                    | Svezia        | 0,00     | 0,00     | 0,00   |
| 1    | Anthon Bühler       | Amour Amour             | Svizzera      | 0,00     | 0,00     | 0,00   |
| 1    | Adolf Ehrnrooth     | Lilia                   | Finlandia     | 0,00     | 0,00     | 0,00   |
| 9    | Peter Borwick       | Liberty                 | Gran Bretagna | 0,00     | 0,25     | -0,25  |
| 10   | Lyndon Bolton       | Sylveste                | Gran Bretagna | 0,00     | 1,00     | -1,00  |
| 11   | René Emanuelli      | Tourtourelle            | Francia       | 0,00     | 1,25     | -1,25  |
| 12   | Fernando Paes       | Zuari                   | Portogallo    | 0,00     | 1,50     | -1,50  |
| 13   | Humberto Mariles    | Parral                  | Messico       | 0,00     | 2,75     | -2,75  |
| 14   | Francisco Reyes     | Rosarino                | Argentina     | 0,00     | 4,00     | -4,00  |
| 15   | Julio César Sagasta | Cherenda Cue            | Argentina     | 0,00     | 4,50     | -4,50  |
| 16   | Aëcio Coelho        | Guapo                   | Brasile       | 10,00    | 0,00     | -10,00 |
| 16   | Fernando Cavaleiro  | Satari                  | Portogallo    | 10,00    | 0,00     | -10,00 |
| 16   | Joaquín Solano      | Malinche                | Messico       | 10,00    | 0,00     | -10,00 |
| 19   | Santiago Martínez   | Fogoso                  | Spagna        | 10,00    | 0,25     | -10,25 |
| 19   | Pierre Musy         | Französin               | Svizzera      | 10,00    | 0,25     | -10,25 |
| 21   | Ernest van Loon     | Springsteel             | Paesi Bassi   | 10,00    | 1,00     | -11,00 |
| 22   | Charles Anderson    | Reno Palisade           | Stati Uniti   | 10,00    | 1,50     | -11,50 |
| 23   | Kai Aage Krarup     | Rollo                   | Danimarca     | 10,00    | 4,00     | -14,00 |
| 24   | Olof Stahre         | Komet                   | Svezia        | 20,00    | 0,00     | -20,00 |
| 25   | Alfred Blaser       | Mahmud                  | Svizzera      | 20,00    | 0,25     | -20,25 |
| 26   | Earl Foster Thomson | Reno Rhythm             | Stati Uniti   | 20,00    | 1,00     | -21,00 |
| 27   | Fabio Mangilli      | Guerriero de Capestrano | Italia        | 20,00    | 2,00     | -22,00 |
| 28   | Mauno Roiha         | Roa                     | Finlandia     | 20,00    | 4,00     | -24,00 |
| 29   | Raimondo D'Inzeo    | Regate                  | Italia        | 30,00    | 0,00     | -30,00 |
| 30   | Hendrik ten Cate    | Unique de Genual        | Paesi Bassi   | 30,00    | 0,50     | -30,50 |
| 31   | Raúl Campero        | Tarahumara              | Messico       | 30,00    | 1,50     | -31,50 |
| 32   | Renyldo Ferreira    | Indio                   | Brasile       | 40,00    | 0,00     | -40,00 |
| 33   | Fernando Gazapo     | Vivian                  | Spagna        | 80,00    | 1,25     | -81,25 |
| -    | Niels Mikkelsen     | St, Hans                | Danimarca     |          |          | Elim.  |
| -    | José Manuel Sagasta | Mandinga                | Argentina     |          |          | Elim.  |
| -    | António Serôdio     | Abstrato                | Portogallo    |          |          | Elim.  |
| -    | Arvo Haanpää        | Upea                    | Finlandia     |          |          | Elim.  |
| -    | Eugenio Monterosso  | Tic Tac                 | Italia        |          |          | Elim.  |

### Classifica finale
| Pos.    | Binomio             | Binomio                 | Nazione       | Dressage | Cross-country | Salto  | Totale  |
| Pos.    | Cavaliere           | Cavallo                 | Nazione       | Dressage | Cross-country | Salto  | Totale  |
| ------- | ------------------- | ----------------------- | ------------- | -------- | ------------- | ------ | ------- |
| Oro     | Bernard Chevallier  | Aiglonne                | Francia       | -104     | 108           | 0,00   | 4,00    |
| Argento | Frank Henry         | Swing Low               | Stati Uniti   | -117     | 96            | 0,00   | -21,00  |
| Bronzo  | Robert Selfelt      | Claque                  | Svezia        | -109     | 84            | 0,00   | -25,00  |
| 4       | Charles Anderson    | Reno Palisade           | Stati Uniti   | -111     | 96            | -11,50 | -26,50  |
| 5       | Joaquín Nogueras    | Epsom                   | Spagna        | -128     | 87            | 0,00   | -41,00  |
| 6       | Erik Carlsen        | Esja                    | Danimarca     | -113     | 69            | 0,00   | -44,00  |
| 7       | Aëcio Coelho        | Guapo                   | Brasile       | -114     | 72            | -10,00 | -52,00  |
| 8       | Fabio Mangilli      | Guerriero de Capestrano | Italia        | -85      | 52            | -22,00 | -55,00  |
| 8       | Fernando Cavaleiro  | Satari                  | Portogallo    | -135     | 90            | -10,00 | -55,00  |
| 10      | Francisco Reyes     | Rosarino                | Argentina     | -121     | 66            | -4,00  | -59,00  |
| 11      | Alfred Blaser       | Mahmud                  | Svizzera      | -93      | 54            | -20,25 | -59,25  |
| 12      | Humberto Mariles    | Parral                  | Messico       | -134     | 75            | -2,75  | -61,75  |
| 13      | Ernest van Loon     | Springsteel             | Paesi Bassi   | -129     | 78            | -11,00 | -62,00  |
| 14      | Kai Aage Krarup     | Rollo                   | Danimarca     | -114     | 63            | -14,00 | -65,00  |
| 15      | Olof Stahre         | Komet                   | Svezia        | -143     | 93            | -20,00 | -70,00  |
| 15      | Sigurd Svensson     | Dust                    | Svezia        | -103     | 33            | 0,00   | -70,00  |
| 17      | Peter Borwick       | Liberty                 | Gran Bretagna | -167     | 87            | -0,25  | -80,25  |
| 18      | Julio César Sagasta | Cherenda Cue            | Argentina     | -124     | 36            | -4,50  | -92,50  |
| 19      | Anthon Bühler       | Amour Amour             | Svizzera      | -80      | -15           | 0,00   | -95,00  |
| 20      | Adolf Ehrnrooth     | Lilia                   | Finlandia     | -141     | 31            | 0,00   | -110,00 |
| 21      | Earl Foster Thomson | Reno Rhythm             | Stati Uniti   | -105     | 12            | -21,00 | -114,00 |
| 22      | Raúl Campero        | Tarahumara              | Messico       | -128     | 39            | -31,50 | -120,50 |
| 23      | Joaquín Solano      | Malinche                | Messico       | -149     | 36            | -10,00 | -123,00 |
| 24      | Hendrik ten Cate    | Unique de Genual        | Paesi Bassi   | -144     | 29            | -30,50 | -145,50 |
| 25      | Fernando Paes       | Zuari                   | Portogallo    | -169     | 3             | -1,50  | -167,50 |
| 26      | Fernando Gazapo     | Vivian                  | Spagna        | -153     | 55            | -81,25 | -179,25 |
| 27      | Lyndon Bolton       | Sylveste                | Gran Bretagna | -109     | -72           | -1,00  | -182,00 |
| 28      | Mauno Roiha         | Roa                     | Finlandia     | -125     | -53           | -24,00 | -202,00 |
| 29      | Santiago Martínez   | Fogoso                  | Spagna        | -163     | -29           | -10,25 | -202,25 |
| 30      | Raimondo D'Inzeo    | Regate                  | Italia        | -129     | -64           | -30,00 | -223,00 |
| 31      | Renyldo Ferreira    | Indio                   | Brasile       | -184     | -26           | -40,00 | -250,00 |
| 32      | Pierre Musy         | Französin               | Svizzera      | -109     | -131          | -10,25 | -250,25 |
| 33      | René Emanuelli      | Tourtourelle            | Francia       | -113     | -189          | -1,25  | -303,25 |